# فریتز چیدا
فریتز چیدا (انگلیسی: Fritz Schade؛ ‏ ۱۹ ژانویهٔ ۱۸۸۰ – ۱۷ ژوئن ۱۹۲۶) بازیگر اهل ایالات متحده آمریکا بود.
از فیلم‌هایی که وی در آن نقش داشته است، می‌توان به عشق جریحه‌دارشده تیلی، یک دزد دریایی زیرآبی و عشق، چپاول و تصادف اشاره کرد.